# علياء عبد النور
علياء عبد النور (20 نوفمبر 1977 - 4 مايو 2019)، مواطنة إماراتيّة سُجنت في أحدِ سجون أبو ظبي عام 2015 وحُكمَ عليها بالسجنِ 10 سنوات بتهمٍ تتعلقُ «بتمويل الإرهاب» وَ«التعامل مع إرهابيين خارجَ البلاد».

## الاعتقال
اعتُقلت علياء عبد النور في 29 يوليو 2015 من محل إقامتها في إمارة عجمان ثم تعرضت للاختفاء القسري في مكان مجهول لمدة أربعة أشهر دونَ السماح لها بالتواصل مع أسرتها كما لم تُفصح السلطات الإماراتيّة عن عن أي معلومة تخص مصيرها لأي جهة كانت بالرغمِ من المطالبات الحقوقيّة بذلك. عُرضت علياءُ فيمَا بعد على الجهات القضائية المُختصّة فتمّ اتهامُها بـ «تمويل الإرهاب» و«التعامل مع إرهابيين خارج البلاد» قبلَ أن يحكم عليها بالسجن 10 سنوات.

### ظروف الاعتقال
حسبَ والدة علياء؛ فقد تعرضت ابنتها لإخفاء قسري طويل تخلّلهُ تعذيب خِلال التحقيق حيثُ كان يتمّ عصبُ عينيها لفترات تمتد لأكثر من 18 ساعة وأُجبرت في وقتٍ ما على خلعِ الحجاب. في أغسطس/آب 2017 حصلت المنظمة العربية لحقوق الإنسان في بريطانيا على رسالة خطيّة مكتوبة بيدِ علياء سردت فيها ما تعرضت له منذ اليوم الأول لاعتقالها دون إذن قضائي من داخل منزلها ومن ثمّ تعرضها للاختفاء القسري والتعذيب فضلًا عن احتجازها في ظروف متدنية حتى يومِ إصابتها بأورام سرطانية وتدهور حالتها الصحية بعدَ رفض إدارة مقر احتجازها تقديم أي رعاية طبية لها. تفاقمت حالة علياء الصحيّة فصارت تُعاني إلى جانبِ الأورام السرطانية من تضخم بالغدد الليمفاوية وهشاشة على مستوى عظام بالإضافةِ إلى تليّف بالكبد.
أثارت حالةُ علياء الكثير منَ الجدل خاصّة بعد تسرَب مكالمة هاتفيّة لها معَ أسرتها في 29 أكتوبر/تشرين الأول 2017 وقالت فيها: «أشعر بضيق شديد في صدري، إنهم يتعمدون استفزازي، ودون أي سبب، يريدون مني أن افتعل المشكلات، لا يريدون إلا المشاكل، لابد أن أتدنى بمستواي لكي أحصل على أبسط حقوقي، وأنا لا أريد شيء، فقط أريد أن اتصل بكم.» وواصلت شرحَ حالتها خلال ذات المكالمة قائلةً: «لم أعد أتحمل، بل ماذا سأتحمل؟ أنا حبيسة هذه الغرفة المفرغة من كافة الإمكانيات، لا أرى أي شيء، محرومة من الخروج، محرومة حتى من الهواء، محرومة من أبسط حقوقي، وأنا لا أريد شيء، لم أطلب معاملة متميزة، ومع هذا يستمر تنكيلهم، لماذا؟» في اليومِ الموالي؛ رفضَ ديوان ولي العهد الإماراتي طلب الاسترحام الذي قدمتهُ أسرة علياء للإفراج الصحي عنها دونَ تحديدِ الأسباب.

## الوفاة
توفيّت علياء عبد النور صبيحة يوم السبت الموافق للرابع من أيّار/مايو 2019 وذلك بعدَ انتشار مرضِ السرطان في جسمها. مباشرةً بعد ذلك؛ نشرت النيابة العامة الإماراتية بيانًا أكّدت فيهِ على وفاة المعتقلة علياء عبد النور مرجعة السبب إلى سرطان الثدي كما وردَ في ذات البيانِ أنّ علياء توفيت في إحدى مستشفيات إمارة أبوظبي بعد أن رفضت تلقي العلاج المقدم من الدولة ونفى المتحدث الرسمي باسم النيابة العامة أحمد الحمادي ما تداولته بعض وسائل الإعلام التي وصفها بـ «المشبوهة والمغرضة والمناهضة للدولة» حول ملابسات وفاة عبد النور مؤكدًا على أنها توفيت في قسم الأورام بمستشفى توام التخصصي في مدينة العين التابعة لإمارة أبوظبي. ذكرَ الحمادي أيضًا أنّ المعتقلة عانت من تاريخ مرضي مع سرطان الثدي وقد عولجت منه عام 2008 «على نفقة الدولة» قبل أن يعود مجددا لها عام 2017 كما وضّحَ سبب اعتقالها مُشيرًا إلى أنّ عبد النور كانت قد أنشأت حسابات على المواقع الإلكترونية عملت عبرها كوسيط وناقل للرسائل بين عناصر تنظيم القاعدة كما روّجت لفكر التنظيم وزوّدت أفراده بالمال والأدوات بالإضافةِ إلى نشر معلومات غير صحيحة عبر الإنترنت بهدف الإضرار بسمعة وهيبة الدولة.

في المُقابل أصدرَ مركز الإمارات لحقوق الإنسان الذي يتخذُ من المملكة المتحدة مقرًا له بيانًا قالَ فيهِ بأن «معتقلة الرأي الإماراتية فارقت الحياة بعد صراع طويل مع مرض السرطان وهي مقيدة داخل مستشفى توام بالإمارات العربية المتحدة ... لقد بقيت مقيدة إلى سريرها في ظروف غير إنسانية داخل المستشفى لآخر لحظة حتى توفيت.» فيمَا كان خبراء حقوق الإنسان في منظمة الأمم المتحدة قد ناشدوا في شباط/فبراير من عام 2019 السلطات الإماراتية بالإفراج عن المسجونة كي تقضي آخر أيام حياتها في منزلها مُعربين عن قلقهم إزاء التقارير التي تحدثت عن تلقي المُعتقلة لمعاملة مهينة بما في ذلك تقييدها بالسرير تحت حراسة مسلحة. من جهة أخرى قالت هيومن رايتس ووتش «إن السلطات الإماراتية أساءت مُعاملة علياء المصابة بمرض عُضال وحرمتها من الرعاية الطبية الكافية ومن الاتصال المنتظم بعائلتها.» كما شكّكت في رواية الدولة حولَ السبب الحقيقي لاعتقالها واصفةً إدانة المرأة بالإرهاب عام 2017 «بالقضيّة التي شابتها انتهاكات للإجراءات القانونية الواجبة.» ونفس الأمر أكّدت عليهِ سارة ليا ويتسون مُديرة المنظمة في منطقة الشرق الأوسط وشمال أفريقيا حيثُ فسّرت: «المعاناة القاسية والعبثية التي تعرضت لها عبد النور وعائلتها تنسف الخطاب الإماراتي حول التسامح. يجب السماح لعبد النور بقضاء أيامها الأخيرة تحت إشراف عائلتها، وليس حراس السجن الذين يقيدونها إلى سرير في مستشفى.» أمّا منظمة العفو الدولية فقد طالبت سلطات أبو ظبي بالإفراجِ عنها؛ كان ذاك قبلَ وفاتها.